# Pixie
Pixie (cũng được gọi là pixy, pixi, pizkie, piskie, và pigie ở Cornwall) là tên gọi cho một dạng sinh vật thần thoại trong văn hóa dân gian. Các Pixie được cho là tập trung đặc biệt ở các khu vực đồng hoang (moorland) xung quanh Devon và Cornwall, từ đó gợi ra một số nguồn gốc xuất xứ Celtic về niềm tin và tên gọi.
Pixie được cho là sống trong các khu vực ngầm cổ của tổ tiên như các vòng tròn đá, gò mộ cổ, mộ đá, pháo đài hình vòng tròn hoặc đá dựng (menhir).
Trong truyền thuyết địa phương truyền thống, pixie nói chung là lành tính, tinh nghịch, thấp bé và hấp dẫn đối với trẻ con; họ thích nhảy múa và tụ tập ngoài trời với số lượng lớn để nhảy hoặc đôi khi là vật lộn, suốt đêm, thể hiện sự tương đồng với lễ kỷ niệm dân gian của Cornish plen-an-gwary và Breton Fest Noz (Cornish: troyl) bắt nguồn từ thời Trung Cổ. Trong thời hiện đại, họ thường được mô tả với đôi tai nhọn, và thường mặc trang phục màu xanh lá cây, đội mũ nhọn mặc dù những câu chuyện truyền thống mô tả họ mặc những chiếc giẻ rách bẩn thỉu mà họ vui vẻ vứt đi để tặng quà, cho quần áo mới. Đôi khi đôi mắt của họ được mô tả là hướng lên trên hai bên thái dương. Tuy nhiên, đây là những quy ước dưới thời Victoria và không phải là một phần của thần thoại ban đầu.

## Từ nguyên và nguồn gốc
Nguồn gốc của cái tên Pixie không chắc chắn. Một số người đã suy đoán rằng nó xuất phát từ pyske trong phương ngữ tiếng Thụy Điển, có nghĩa là "cô tiên nhỏ". Những người khác đã tranh luận về điều này, vì không có trường hợp chính đáng nào ở những vật chứng còn sót lại ở Bắc Âu và tây nam nước Anh, thay vào đó, theo một quan điểm về nguồn gốc tiếng Cornish của từ piskie - rằng thuật ngữ này có lẽ có nguồn gốc từ người Celt, mặc dù không có tổ tiên rõ ràng của từ này đã biết. Thuật ngữ Pobel Vean ('Những người nhỏ') thường được sử dụng để gọi chung cho chúng.
Thần thoại về Pixie được cho là đã có trước khi có sự hiện diện của Kitô giáo ở nước Anh. Trong thời đại Kitô giáo, đôi khi pixie được cho là linh hồn của những đứa trẻ đã chết không được rửa tội. Những đứa trẻ này sẽ thay đổi ngoại hình trở thành các pixie sau khi quần áo của chúng được đặt trong các chậu tang bằng đất sét từng được sử dụng như một món đồ chơi khi chúng còn sống. Vào năm 1869 một số người đã gợi ý rằng tên pixie là một phần còn sót lại của chủng tộc Pict, bộ tộc người sử dụng để vẽ và xăm màu xanh da của họ, một thuộc tính thường là của pixie. Thật vậy, người Pict đã đặt tên của họ cho một loại Pixie của Ailen và được gọi là Pecht. Gợi ý này vẫn được đáp ứng bằng văn bản đương đại, nhưng không có mối liên hệ nào được chứng minh và mối liên hệ từ nguyên là đáng nghi ngờ. Một số nhà nghiên cứu ở thế kỷ 19 đã đưa ra những tuyên bố chung hơn về nguồn gốc pixie, hoặc đã kết nối chúng với Puck (Cornish Bucca), một sinh vật thần thoại đôi khi được mô tả như một nàng tiên.
Phiên bản được xuất bản sớm nhất của câu chuyện Ba chú heo con, đến từ Dartmoor vào năm 1853, trong đó ba pixie nhỏ thay thế cho những chú heo con. Cho đến khi sự ra đời của tiểu thuyết hiện đại hơn, thần thoại pixie đã được bản địa hóa ở Anh. Một số người đã lưu ý những điểm tương đồng với "các nàng tiên phương bắc", yêu tinh của người Đức và người Scandinavi, hoặc Tomte nhưng pixie được phân biệt với chúng bởi những huyền thoại và câu chuyện của vùng Devon và Cornwall.

### Cornwall và Devon
Nữ hoàng của các pixie Cornish được cho là Joan the Wad (ngọn đuốc), và bà được coi là may mắn hoặc mang lại may mắn. Ở Devon, các pixie được cho là "nhỏ bé một cách vô hình, và vô hại hoặc thân thiện với con người".
Đến đầu thế kỷ 19, sự tiếp xúc của pixie với con người đã giảm đi. Trong cuốn sách năm 1824 của Samuel Drew, Cornwall người ta tìm thấy sự quan sát: "Thời đại của pixies, giống như thời kỳ hào hiệp, đã biến mất. Có lẽ, hiện tại, hầu như không có một ngôi nhà mà họ được cho là đến thăm. Ngay cả những cánh đồng và làn đường mà trước đây họ thường lui tới dường như cũng bị bỏ lại. Âm nhạc của họ hiếm khi được nghe. "

#### Ngày Pixie
Ngày Pixie là một truyền thống cũ diễn ra hàng năm tại Đông Devon thị trấn Ottery St. Mary vào tháng Sáu. Ngày tưởng niệm một huyền thoại về các tiên nữ bị trục xuất khỏi thị trấn đến các hang động địa phương được gọi là "Phòng khách của Pixie".
Truyền thuyết Ngày Pixie bắt nguồn từ những ngày đầu tiên của Kitô giáo, khi một giám mục địa phương quyết định xây dựng một nhà thờ ở Otteri (Ottery St. Mary), và đặt một bộ chuông làm và chuyển đến từ xứ Wales, nó được các nhà sư hộ tống trên hành trình di chuyển.
Khi nghe về điều này, các pixie đã lo lắng, vì họ biết rằng một khi tiếng chuông vang lên, nó sẽ là hồi chuông báo tử cho sự cai trị của họ đối với vùng đất. Vì vậy, họ sử dụng một câu thần chú lên các nhà sư để chuyển hướng họ từ con đường mà các nhà sư đang đi để đến Otteri thành con đường dẫn họ đến rìa vách đá ở Sidmouth. Ngay khi các nhà sư sắp sửa rơi xuống vách đá, một trong những nhà sư đã nhón chân lên một tảng đá và nói "Chúa phù hộ cho linh hồn tôi" và rồi câu thần chú đã bị phá vỡ.
Những chiếc chuông sau đó được đưa đến Otteri và được lắp đặt. Tuy nhiên, câu thần chú của pixie không bị phá vỡ hoàn toàn; mỗi năm vào một ngày vào tháng Sáu, các pixie "xuất hiện" và bắt lấy những người rung chuông của thị trấn và giam cầm họ tại Parlor của Pixie để được Vicar của Ottery St. Mary giải cứu. Truyền thuyết này được tái hiện mỗi năm bởi các nhóm Otter St. Mary của Cub và Brownie, với Parlor của Pixies được xây dựng đặc biệt ở Quảng trường thị trấn (Parlor gốc của Pixie có thể được tìm thấy dọc theo bờ sông Otter).

## Đặc điểm

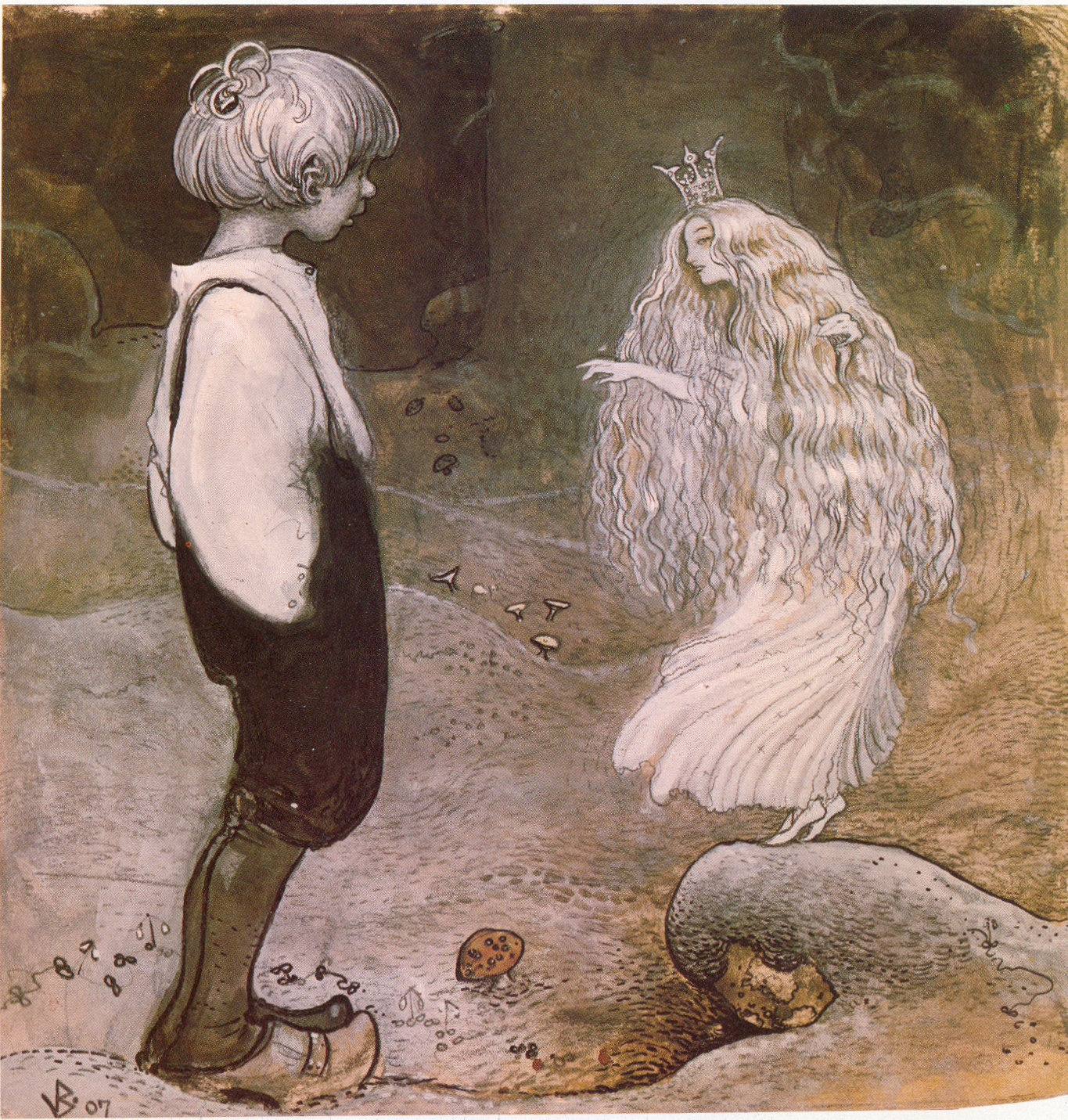
Minh họa của John Bauer về Bảy điều ước trong Among pixies and trolls của Alfred Smedberg, một tập truyện thiếu nhi.

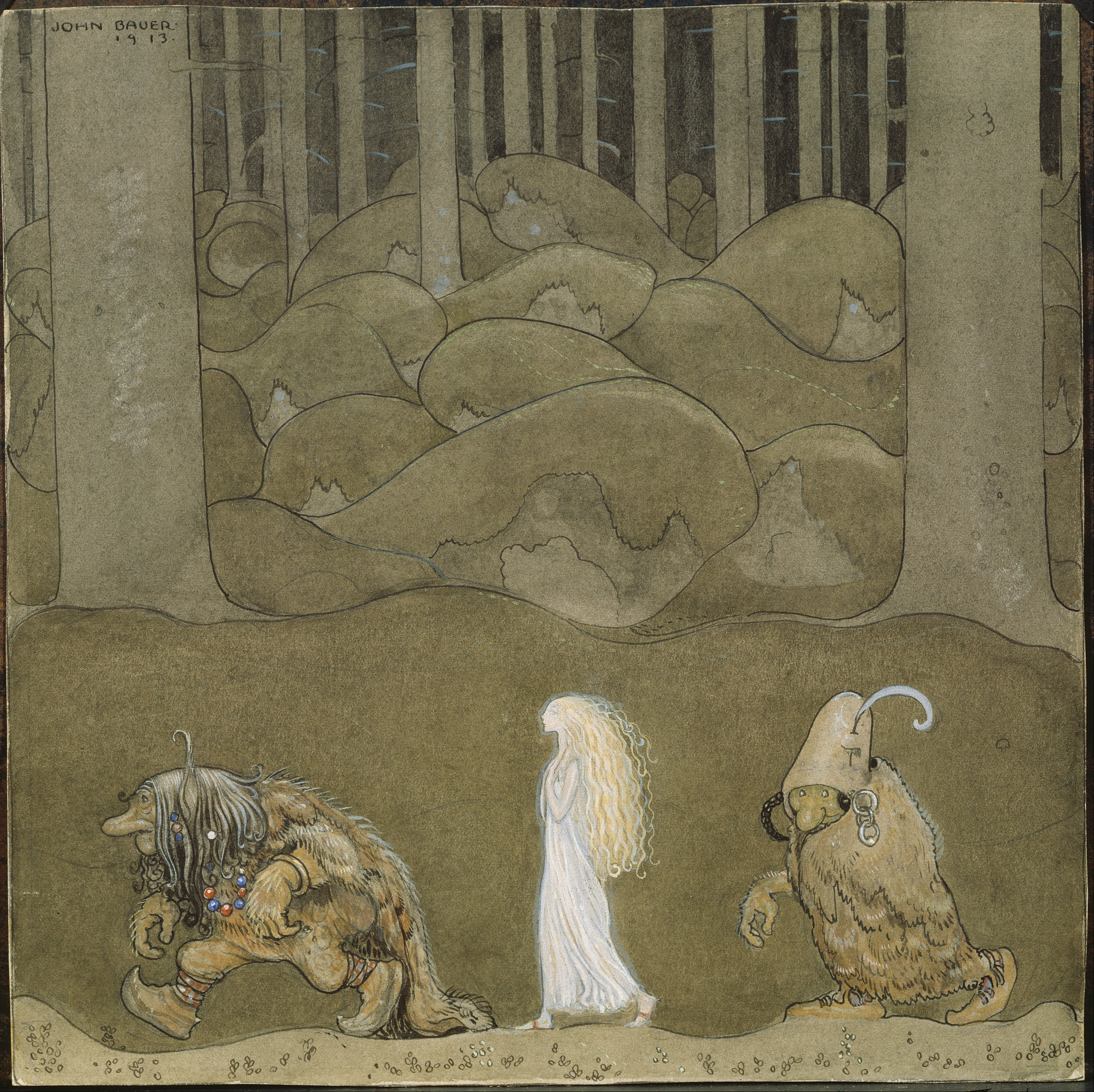
Minh họa của John Bauer cho The Changeling của Helena Nyblom trong tuyển tập Between Pixies and Trolls, năm 1913, Källa.

Pixies được mô tả khác nhau trong các văn hóa dân gian và tiểu thuyết. Họ thường được mô tả là ăn mặc xấu xí hoặc trần truồng, theo truyền thống cũ.
Một số pixie được cho là bắt cóc trẻ em hoặc khiến du khách lạc đường. Đây dường như là một sự giao thoa từ thần thoại cổ tích và ban đầu không gắn liền với pixie; vào năm 1850, Thomas Keightley đã quan sát thấy rằng phần lớn thần thoại Devon pixie có thể bắt nguồn từ thần thoại cổ tích.
Pixies được vẽ với ngựa, cưỡi chúng cho thỏa thích và tạo ra những vòng tròn rối rắm trong bờm của những con ngựa mà chúng cưỡi. Họ là "những nhà thám hiểm vĩ đại quen thuộc với các hang động của đại dương, các nguồn ẩn của các dòng suối và các hốc của vùng đất."
Một số người tìm thấy pixie có nguồn gốc từ loài người hoặc "tham gia vào bản chất con người", để phân biệt với các nàng tiên có thần thoại được truy nguyên từ các lực lượng tinh thần phi vật chất và ác tính. Trong một số cuộc thảo luận, pixie được trình bày dưới dạng người Pygmy – những sinh vật không cánh, giống người lùn, tuy nhiên đây có lẽ là một sự bồi đắp thêm sau này cho thần thoại.
Một học giả người Anh tuyên bố niềm tin của mình rằng: "Pixies rõ ràng là một chủng tộc nhỏ hơn, và từ sự tối nghĩa lớn hơn của... những câu chuyện về họ, tôi tin rằng họ đã từng là một chủng tộc sớm hơn."
Ngày Pixie truyền thống trong Samuel Taylor Coleridge, quê hương của Ottery St Mary ở Đông Devon là nguồn cảm hứng cho bài thơ của ông, Song of the Pixies.
Nhà văn thời Victoria, Victoria Mary Elizabeth Whitcombe đã chia các pixie thành các bộ lạc dựa theo tính cách và hành động. Tiểu thuyết gia Anna Eliza Bray cho rằng các pixie và nàng tiên là những loài khác biệt nhau.